# Gunung Tukukur
Gunung Tukukur är ett berg i Indonesien.   Det ligger i provinsen Aceh, i den västra delen av landet, 1 600 km nordväst om huvudstaden Jakarta. Toppen på Gunung Tukukur är 1 661 meter över havet, eller 128 meter över den omgivande terrängen. Bredden vid basen är 1,7 km.
Terrängen runt Gunung Tukukur är bergig österut, men västerut är den kuperad.Runt Gunung Tukukur är det ganska glesbefolkat, med 28 invånare per kvadratkilometer. I omgivningarna runt Gunung Tukukur växer i huvudsak städsegrön lövskog.